# Frederik de Moucheron

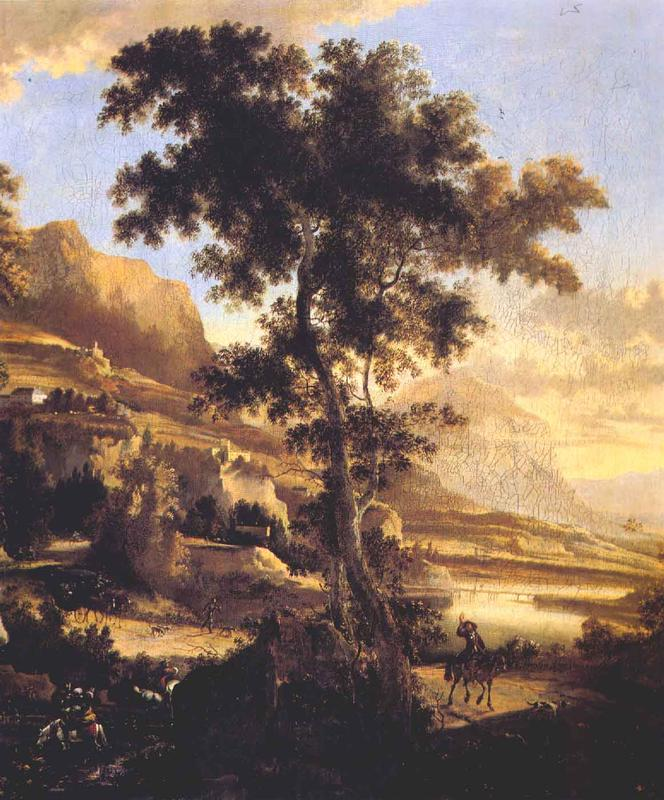
Krajobraz z jeźdźcem, 1675

Frederik de Moucheron (ur. 1634 w Emden, zm. przed 5 stycznia 1686 w Amsterdamie) – holenderski malarz pejzażysta epoki baroku.
Był synem malarza Baltazara de Moucheron i Cornelii van Brouckhoven. Uczył się malarstwa krajobrazowego u Jana Asselijna i Adama Pynackera. W roku 1655 wyjechał do Paryża. Po trzyletnim pobycie we Francji zamieszkał w Antwerpii, a w roku 1659 w Amsterdamie.
Malował krajobrazy bez postaci, sztafaż domalowywali Adriaen van de Velde, Johann Lingelbach, Nicolaes Pieterszoon Berchem i inni.
Ożenił się z Mariecke de Jouderville i został ojcem jedenaściorga dzieci. Zmarł w Amsterdamie, lecz został pochowany w Lejdzie.
W zbiorach Muzeum Narodowego w Warszawie znajduje się jego Pejzaż leśny (zob. jego pendant Pejzaż z zamkiem na wzgórzu).